# Aeroflot-Flug 1969
Am 31. März 1971 verunglückte eine Antonow An-10 während des innersowjetischen Aeroflot-Fluges 1969 von Kuibyschew über Woroschilowgrad nach Odessa beim Anflug auf Woroschilowgrad, wobei alle 65 Insassen starben.

## Flugzeug und Besatzung
Das Flugzeug war eine Antonow An-10 (Luftfahrzeugkennzeichen СССР-11145, Werknummer: 8400701), die ab dem 31. Dezember 1958 bis zum Unfall 14337 Flugstunden und 9081 Flugzyklen absolvierte.
Die Besatzung bestand aus Flugkapitän Iwan Terentjewitsch Schutschkow, dem Ersten Offizier Nikolai Iwanowitsch Swerew, dem Flugingenieur Alexander Iwanowitsch Golomosow, dem Navigator Michail Wassiljewitsch Trubin, dem Funker Jewgeni Wassiljewitsch Gurkin sowie den Flugbegleiterinnen Walentina Michailowna Issajewa und Nadeschda Grigorjewna Kuchtei. Darüber hinaus befand sich der MWD-Polizist Nikolai Jewtuchowitsch Bessedin an Bord.

## Verlauf
Nach dem Start in Kuibyschew stieg die An-10 auf eine Reiseflughöhe von 7.800 m. Im Luftraum um Rostow sank sie auf 5.700 m und nach Überflug des Kreisfunkfeuers Sambek auf 4.500 m; nach Erreichen des Kreisfunkfeuers Dolschanskaja nahmen die Piloten Funkkontakt mit dem Fluglotsen am Flughafen Woroschilowgrad auf. Dort war es bewölkt mit einer Wolkenuntergrenze von 600 m bei einer Sichtweite von 10 km. Der Wind wehte aus Nordosten (50°) mit 10 m/s (36 km/h), wobei Böen 14 m/s (51 km/h) erreichten. Neben diesen Informationen erhielten sie auch die Freigabe zum Sinkflug auf 1.200 m. Sie bestätigten um 12:58:46 Uhr das Erreichen von 1.200 m und erhielten 2 Sekunden später die Anweisung, auf 600 m zu sinken. Um 12:58:50 Uhr meldeten die Piloten das Fortsetzen des Sinkflugs und das Einstellen des Höhenmessers an den Luftdruck, der am Flughafen 746 Torr betrug. Es war der letzte Funkspruch.
Noch während des Sinkflugs brach ein 13 m² großes Stück der rechten Tragfläche und damit auch das rechte Querruder ab, welches wiederum die rechte Seite des Höhenleitwerks traf. Die An-10 rollte fast einmal um sich selbst nach rechts. Aufgrund der dabei wirkenden negativen g-Kräfte sank der Öldruck in den Triebwerken Nr. 3 und Nr. 4, so dass deren Propeller in Segelstellung gebracht wurden. Der Aufschlag erfolgte um 12:59:30 Uhr mit einem Nickwinkel von −60° und einer Linksneigung von 45°. Die Absturzstelle befand sich 13 km südwestlich (Azimuth:210°) des Flughafens in der Nähe des Dorfes Volnuchino.

## Ursache
Das Abreißen des Tragflächenteils wurde auf eine gerissene Nietenreihe zurückgeführt. Dafür wurden zwei verschiedene Theorien aufgestellt:
- 1. Schwächung durch Ermüdungsrisse
- 2. Die Auslassöffnungen der Tragfläche waren mit Eis verstopft, weil das Enteisungssystem abgeschaltet war, weswegen sich ein übermäßiger Druck in der Tragfläche aufbaute.

Es zeigte sich, dass die Nietenreihe aufgrund von Überlastungen, die die Toleranzgrenzen weit überschritten, und nicht durch Materialermüdung brach. Im normalen Betrieb des Enteisungssystems baute sich auch kein gefährlicher Überdruck auf, selbst dann nicht, wenn die Auslassöffnungen verstopft waren.
Für das Versagen der Nietenreihe wurde offiziell keine eindeutige Ursache festgestellt, anders als im darauffolgenden Jahr, als eine weitere An-10 durch Ermüdungsrisse abstürzte.